# Brand Whitlock
Joseph Brand Whitlock (Urbana, 4 marzo 1869 – Cannes, 24 maggio 1934) è stato un giornalista, avvocato e politico statunitense georgista, quattro volte sindaco di Toledo, in Ohio, eletto come indipendente; ambasciatore in Belgio e autore di numerosi articoli e libri, sia romanzi che saggistica..

## Biografia
Ha lavorato come giornalista per il Chicago Herald e ha studiato giurisprudenza con il senatore John M. Palmer. Fu ammesso al bar nel 1894. È diventato partner dell'impresa Cole, Whitlock & Milroy a Toledo, Ohio. Entrò anche in politica e lavorò per il governatore dell'Illinois John Peter Altgeld. Fu eletto sindaco di Toledo quattro volte (1906-1914). Era un membro del Partito Democratico e si è costruito una reputazione da amministratore onesto ed efficiente.
Il presidente Woodrow Wilson lo nominò poi plenipotenziario degli Stati Uniti in Belgio. Quando scoppiò la prima guerra mondiale, rimase distaccato a Bruxelles. Fu in grado di convincere il sindaco Adolphe Max che non c'era motivo di opporsi all'avanzata dell'esercito tedesco e di poter così salvaguardare la città di Bruxelles dal destino di Lovanio. Il re Alberto l'ho ringraziò per questo. Ha organizzato la distribuzione degli aiuti alimentari che la Commissione principalmente americana per il soccorso in Belgio (presieduta da Herbert Hoover) ha inviato alla popolazione belga. Fece anche degli sforzi per salvare la vita dell'infermiera inglese Edith Cavell, che aveva aiutato molti soldati alleati a fuggire dal Belgio; ma il suo intervento fu vano, i tedeschi la giustiziarono nell'ottobre 1915.
Quando gli Stati Uniti dichiararono guerra alla Germania nel 1917, Brand Whitlock fuggì a Le Havre, ma subito dopo l'armistizio del 1918 tornò a Bruxelles, dove rimase inviato americano fino al 1921. Successivamente, si ritirò dalla diplomazia e si stabilì sulla Costa Azzurra, dove morì nel 1934.
Whitlock scrisse 18 libri, tra cui alcuni romanzi e una biografia, Forty Years of It (1914). L'11 gennaio 1918 fu eletto membro dell'American Academy of Arts and Letters.
Boulevard Brand Whitlock a Bruxelles (Woluwe-Saint-Lambert) prende il nome da lui.